# US Indoor Championships 1978
US Indoor Championships 1978 жіночий тенісний турнір, що проходив на закритих кортах з килимовим покриттям Met Center у Блумінгтоні (США). Належав до турнірів категорії AAAA в рамках Colgate Series 1978. Відбувсь усімдесяте і тривав з 9 до 15 жовтня 1978 року. Друга сіяна Кріс Еверт здобула титул в одиночному розряді й отримала за це 20 тис. доларів США.

## Фінальна частина

### Одиночний розряд
Кріс Еверт —  Вірджинія Вейд 6–7(4–7), 6–2, 6–4
- Для Еверт це був 5-й титул в одиночному розряді за сезон і 83-й - за кар'єру.

### Парний розряд
Керрі Рід /  Венді Тернбулл —  Леслі Гант /  Ілана Клосс 6–3, 6–3

## Розподіл призових грошей
| Дисципліна       | П       | F       | ПФ     | ЧФ     | 1/8    | 1/16 |
| Одиночний розряд | $20,000 | $10,000 | $4,800 | $2,250 | $1,100 | $600 |

## Нотатки
1. ↑  Турніри з призовими для жінок принаймні 150 тис. доларів.[1]